# The Lucky Dime Caper starring Donald Duck
The Lucky Dime Caper starring Donald Duck est un jeu vidéo de plates-formes sorti en 1991 et fonctionne sur Master System et Game Gear. Le jeu a été développé et édité par Sega.

## Système de jeu
Le joueur dirige Donald Duck dans une quête pour sauver ses neveux Riri, Fifi et Loulou, qui ont été enlevés par Miss Tick. Donald peut se déplacer, sauter et utiliser une arme.
Pour vaincre ses ennemis, Donald peut soit leur sauter dessus, soit utiliser une de ses armes. Il y en a deux dans le jeu: un maillet et un frisbee. Ils servent aussi d'énergie pour le joueur : Donald se fait toucher, il perd son arme et s'il se fait toucher sans armes, il perd une vie. Il est cependant possible de ramasser des étoiles éparpillées dans les niveaux, qui rendent Donald invincible s'il en a obtenu cinq.
Le jeu se déroule en trois parties. Dans chacune d'elles, il est possible de choisir par quel niveau commencer :
- d'abord, Donald doit libérer ses neveux retenus prisonniers dans différentes régions du monde. Il visitera un bois, un lac et le Mexique ;

- ensuite il doit affronter les oiseaux sbires de Miss Tick qui se terrent en Antarctique, en Égypte et dans les îles Galapagos ;

- enfin il ira se battre contre Miss Tick dans son château. Dans cette partie du jeu, un seul niveau est disponible, le château de Miss Tick, dernier niveau du jeu.

## Accueil
- Famitsu : 25/40 (GG)[1]